# Marcelo Crivella
Marcelo Crivella (Río de Janeiro, 9 de octubre de 1957) es un político, cantor, compositor, ingeniero, escritor y obispo neocarismático brasileño. Desde el 1 de enero de 2017 hasta el 31 de diciembre de 2020 fue el alcalde de Río de Janeiro, por el Partido Republicano Brasileño. En 2002 fue elegido Senador con cerca 3,2 millones de votos por la circunscripción de Río de Janeiro y en 2010 fue reelegido. Ocupa el cargo de obispo, licenciado, de la denominación neopentecostal Iglesia Universal del Reino de Dios (IURD), de la cual es el principal representante en el campo político.

## Biografía
Nacido en la Policlínica de Botafogo y residente a la época en el barrio de la Gávea, es descendiente de inmigrantes italianos y de migrantes nordestinos e hijo único de Eris Bezerra Crivella y Mucio Crivella, ambos católicos. Frecuentó la Iglesia Metodista en la juventud. Su conexión con el tío, Edir Macedo, hizo con que comenzara a frecuentar la IURD en 1977. Tras su conversión comenzó a trabajar en la iglesia recién creada por Macedo. Después de tener su ministerio aprobado, se hizo pastor y después fue consagrado a obispo. Trabajó por diez años como misionero en países de África. Su predicación religiosa también se daba por radiodifusión.
Es casado y tiene tres hijos, formado en Ingeniería Civil por la Universidad Santa Úrsula y Facultad de Ingeniería Civil de Barra del Piraí, actual UGB, en 1984, y se hizo conocido por la planificación y ejecución del Proyecto Nordeste, movimiento que tenía la finalidad de hacer productivas tierras que estaban abandonadas por el gobierno federal, en la ciudad bahiana de Irecê. El proyecto hizo viable en la región el desarrollo agrícola y ganadero, a partir de plantillas de riego que Crivella observó en varios viajes a Israel.[carece de fuentes?
La producción musical, como cantante y compositor, lo hizo uno de los principales intérpretes del género góspel de Brasil, con 14 discos lanzados, vendiendo más de 5 millones de copias; su mayor éxito fue "El Mensajero de la Solidaridad", que recibió una certificación de Disco de Diamante, debido a más de un millón de discos vendidos en 1999, según la ABPD. Los álbumes fueron lanzados por la productora Line Records, de la cual Crivella es el principal artista, y por Sony Music. Lanzó su CD "Confiar" en 2009. Y en 2016 lanzó "Dios Ve".
Su llegada a la alcaldía carioca supuso un logro sin precedentes para los evangélicos en Brasil, número que creció de un 61% en una década.

## Trayectoria política

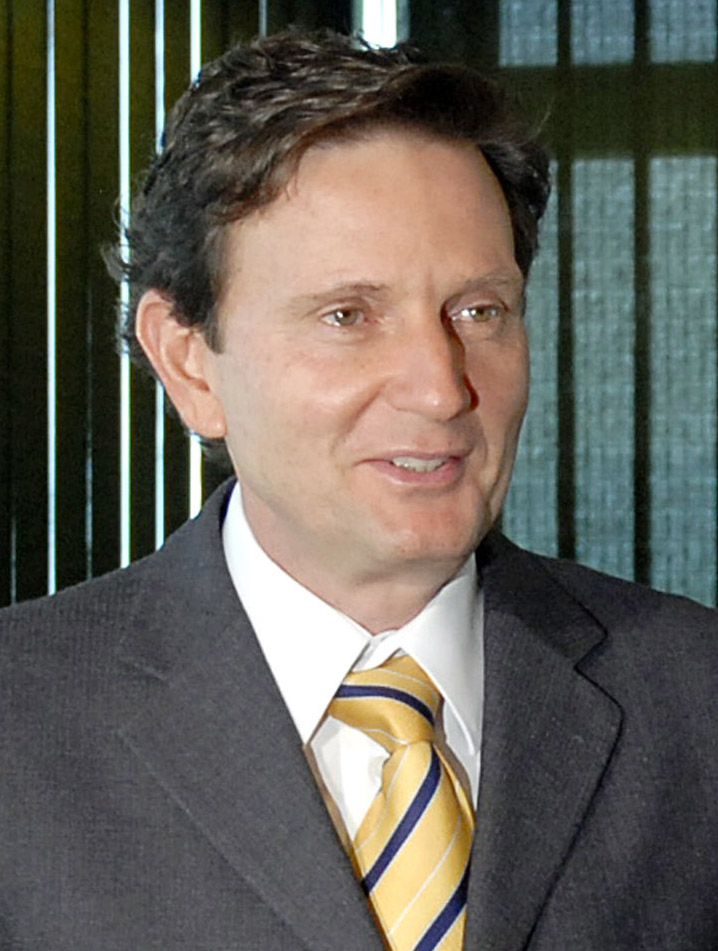
Crivella en 2006

Marcelo Crivella entró en la vida pública, postulando al cargo de Senador de la República en las elecciones de 2002. Crivella fue elegido para un mandato en el periodo 2003-2011. Crivella se postuló para el gobierno de Río de Janeiro, en 2006 y 2014 y al ayuntamiento de la capital en 2004, 2008 y 2016.[cita requerida]
En 2004, obtuvo el segundo puesto en la disputa por el ayuntamiento carioca, sin embargo no consiguió ir para una segunda vuelta contra César Maia. Según Crivella, este sufrió una persecución por parte del periódico El Globo, que publicó diversas materias acusándolo de fraudes.[cita requerida] En 2005, en medio a la crisis del Mensalão, junto con el vicepresidente de la República, José Alencar, entre otros políticos, crea una disidencia dentro del PL y funda el Partido Republicano Brasileño (PRB), partido que se denomina como de centro-izquierda y que reafirma el apoyo al gobierno de Lula da Silva.
El año de 2006 se candidata al gobierno del estado de Río de Janeiro, siendo apoyado por el presidente Luís Inácio Lula de Silva (que también apoyó el candidato Vladimir Palmeira), y en la mayor parte del tiempo apuntado por las encuestas como el segundo candidato con intención de voto. La última semana antes de las elecciones, sin embargo, es superado por la candidata del PPS, Denise Frossard, y acaba nuevamente fuera de la segunda vuelta. Durante la campaña, hizo duras críticas al candidato del PMDB Sérgio Cabral, con quien acabó firmando apoyo en la segunda vuelta, el cual fue finalmente elegido.
Crivella fue candidato al ayuntamiento de Río de Janeiro. Tras su candidatura se dio el lanzamiento de la precandidatura de Fernando Gabeira, Crivella generó polémica en entrevista al destacar que el diputado del PV apoya al "hombre-con-hombre" y la legalización de la marihuana.
Disputó la cuarta elección directa en 2008, por el cargo de alcalde de la capital fluminense, sin embargo quedó en tercer lugar en el primer turno. En 2010, Crivella fue elegido para el segundo mandato de senador pelo Río de Janeiro, de 2011 a 2019.
En 29 de febrero de 2012, fue escogido para asumir el Ministerio de Pesca y Acuicultura en el gobierno de Dilma Rousseff. Tomó posesión el 2 de febrero. Dejó el cargo el 17 de marzo de 2014 en una reforma ministerial promovida por la presidenta. En 2014, Crivella compitió nuevamente al cargo de gobernador del Estado de Río de Janeiro, clasificándose en segundo lugar en el primer turno, y obteniendo más del 44% de los votos en el segundo turno.
Llegó a analizar unirse al PSB, pensando en las elecciones para el ayuntamiento del Río en 2016. Más tarde desmintió su ida para el PSB, diciendo que había recibido propuesta del partido, y que sin embargo, optó por permanecer en el PRB. Buscó una alianza con el también senador Romário (PSB) para ampliar su electorado más allá de los sectores evangélicos, lo que habría limitado su votación en 2004 y 2008. Pero Romário lanzó su precandidatura al ayuntamiento del Río en 2016.
Fue el candidato más votado para alcalde de Río de Janeiro en la primera vuelta de la elección en 2016. Disputó la segunda vuelta con el candidato Marcelo Freixo del PSOL.

### Senado Federal

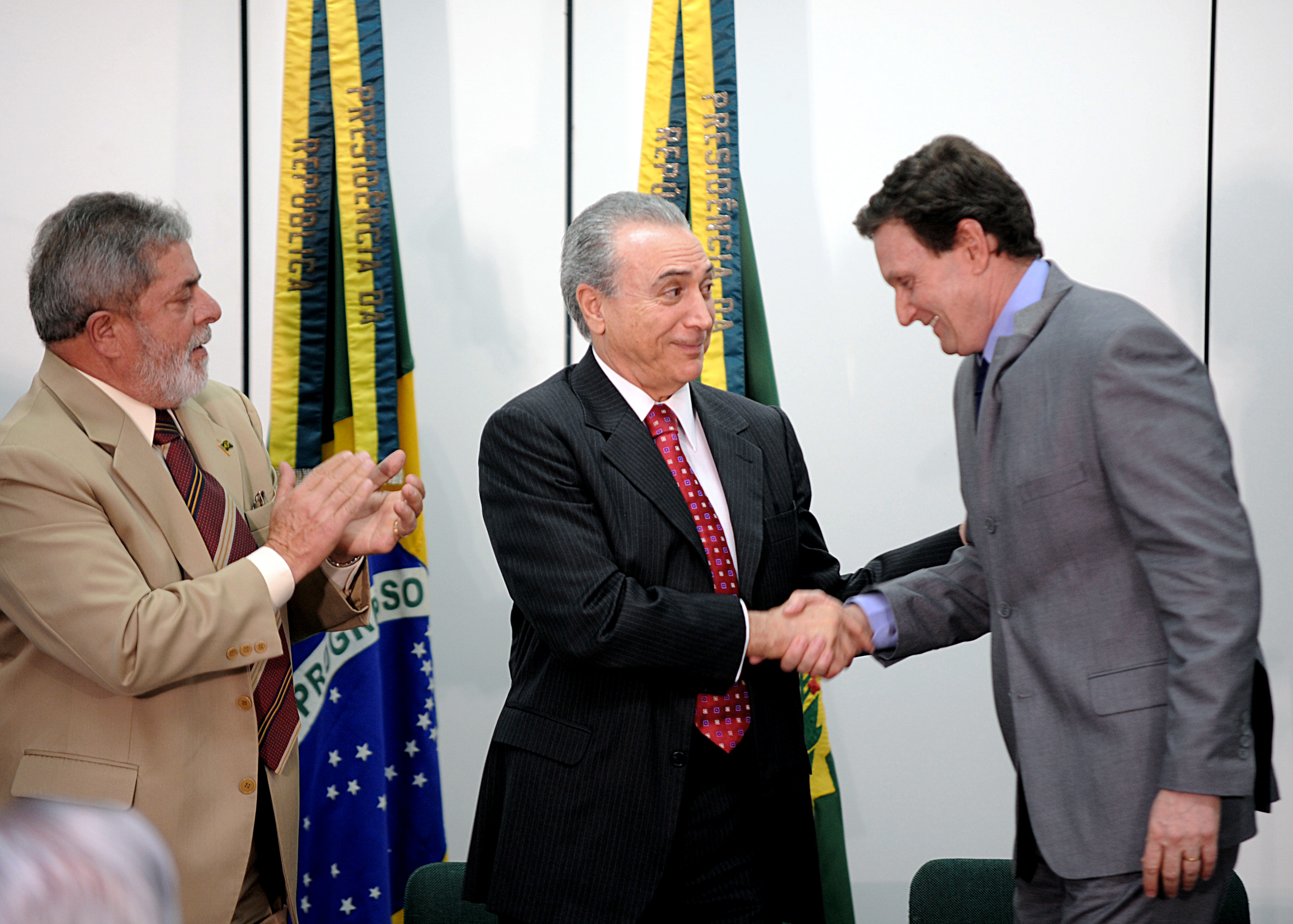
Crivella, con Lula y Michel Temer.

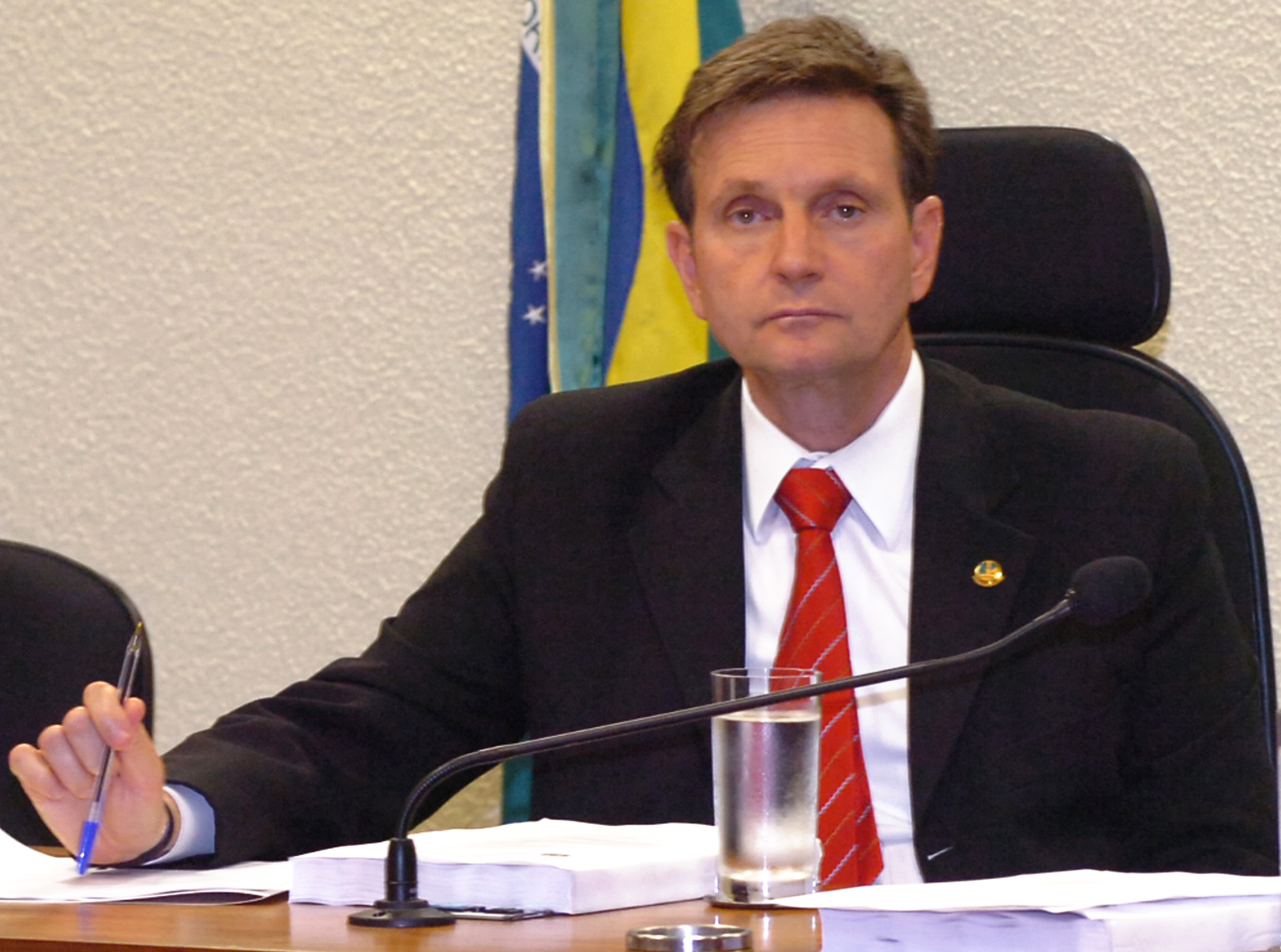
El senador Marcelo Crivella.

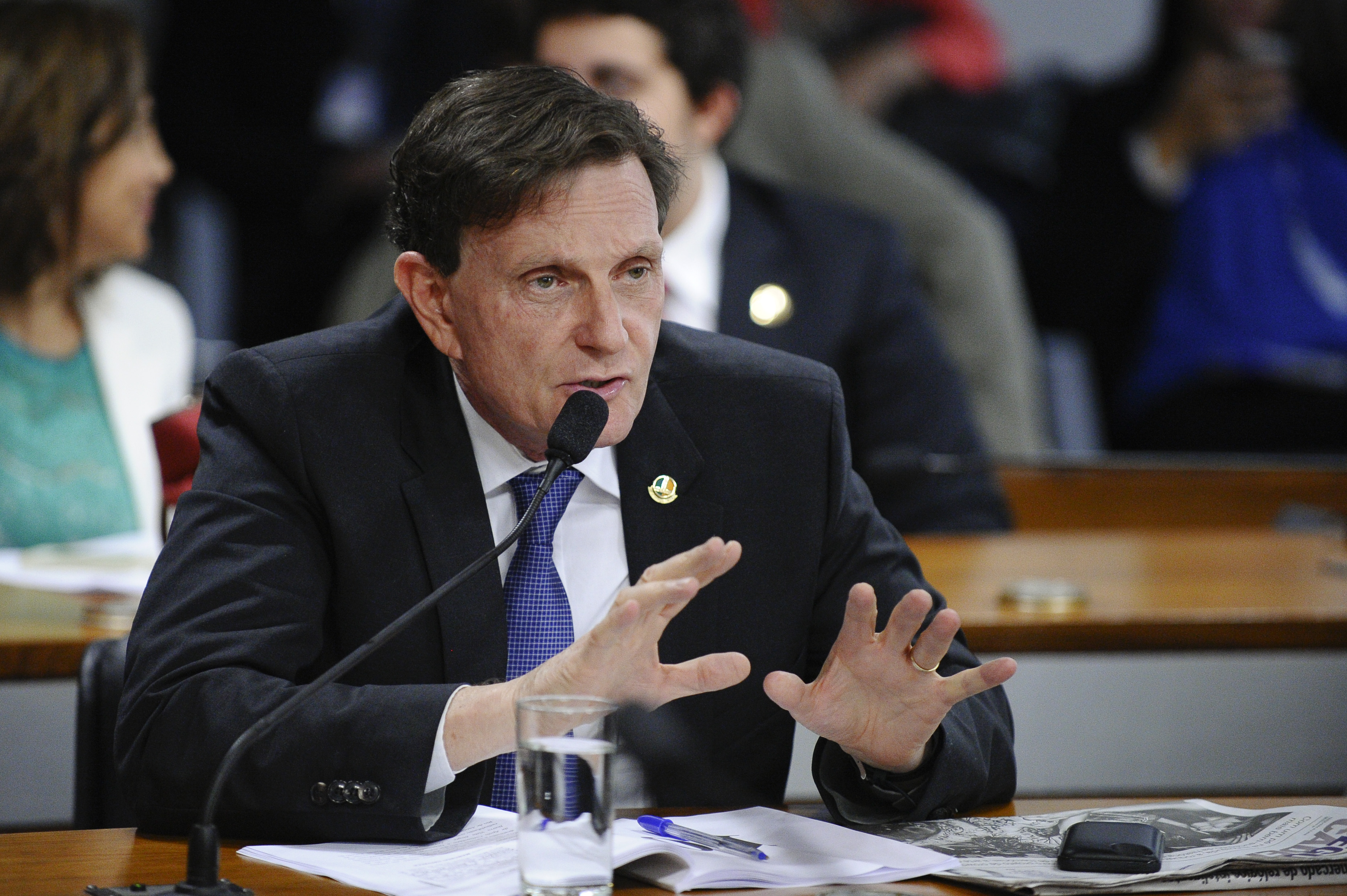
Crivella en la sala de comisiones de Senado Federal durante Comisión de Ciencia, Tecnología, Innovación, Comunicación e Informática (CCT).

En Senado Federal, Crivella ha como marca la actuación junto a la diáspora brasileña. Fue presidente de la Subcomisión Permanente de Protección de los Ciudadanos Brasileños en el Exterior, subordinada a la Comisión de Relaciones Exteriores y Defensa Nacional, de la cual Crivella fue vicepresidente. Uno de sus blancos fue la detención, por periodo indeterminado, de ciudadanos brasileños nos Estados Unidos, acusados de ser inmigrantes ilegales.
Crivella fue apuntado por la ONG Transparencia Brasil como el tercer senador más prolífico en la proposición de materias con impacto.
Crivella está entre los parlamentarios que, en la evaluación de los internautas, mejor representa la población en el Congreso Nacional. El Premio fue entregado por la web Congreso en Foco. Crivella recibió tres premios, en las siguientes categorías: Mejores Senadores del Año, Defensa de la Agropecuaria y Profesionalización de la Gestión Pública.
De los 640 parlamentarios que ejercieron el mandato en 2015, Crivella fue el que más leyes aprobó, ocho leyes en el total, en consonancia con la web Congreso en Foco.
Eran también de autoría el proyecto de ley que pretendía corregir una laguna en la constitución sobre el tema terrorismo, motivado por las tragedias que acompañaron otros eventos deportivos. El objetivo era tipificar los actos de terrorismo, de forma a separarlos de crímenes comunes. Algunos movimientos sociales afirmaban que el Congreso tenía el objetivo de criminalizar las manifestaciones y movimientos sociales, lo que fue minimizado por el veto parcial de la entonces presidente Dilma en relación con el proyecto aprobado (que no era el original de Crivella). La definición de terrorismo según el proyecto rechazado era: "Provocar o infundir terror o pánico generalizado mediante ofensa a la integridad física o privación de la libertad de persona, por motivo ideológico, religioso, político o de prejuicio racial, étnico o xenófobo."

### Alcalde de Río de Janeiro
El 30 de octubre de 2016 fue elegido alcalde de Río de Janeiro con el 59,36% de los votos frente a Marcelo Freixo (Partido Socialismo y Libertad), prometiendo en particular una lucha muy firme contra la delincuencia. Tomó posesión de su cargo el 1 de enero de 2017.
Redujo la inversión en el sector sanitario en 2.200 millones de reales (unos 500 millones de euros) entre 2017 y 2019. La situación de los hospitales es crítica en 2019, debido a la falta de equipos y personal médico. Los pacientes con enfermedades crónicas a veces tienen que esperar meses para recibir tratamiento y las colas en las urgencias son cada vez más largas.
La situación financiera de la ciudad también es preocupante: los trabajadores de la sanidad, los funcionarios y los empleados de las empresas que prestan servicios a los hospitales municipales declararon una huelga en diciembre de 2019 por los impagos. El ayuntamiento decidió entonces suspender los pagos "hasta nuevo aviso" para presionar a los huelguistas. La medida sería "puntual" y podría "cancelarse en cualquier momento", según las autoridades.
Según la fiscalía de Río de Janeiro, el presupuesto destinado a gastos de publicidad para promocionar la gestión del municipio casi se duplica en 2019 respecto al año anterior9. Se recortan las subvenciones al Orgullo Gay y al Carnaval de Río, calificados de festivales "satánicos".
Al presentarse a la reelección en 2020, quedó en segundo lugar el 15 de noviembre con el 22% de los votos y se clasificó para la segunda vuelta11. El 29 de noviembre, obtuvo el 36% de los votos en la segunda vuelta, siendo derrotado por Eduardo Paes (Demócratas), su predecesor como alcalde, que fue elegido con el 64% de los votos. 
El 22 de diciembre, Marcelo Crivella fue detenido. Se le acusó de encabezar una amplia trama de corrupción en el ayuntamiento de Río. Durante la operación se detuvo a varios de sus familiares.

### Desempeño en elecciones
| Año  | Elección                     | Candidato a | Partido | Coalición                                                                   | Vice                        | Votos     | Resultado |
| ---- | ---------------------------- | ----------- | ------- | --------------------------------------------------------------------------- | --------------------------- | --------- | --------- |
| 2002 | Provincial de Río de Janeiro | Senador     | PL      | Sin coalición                                                               | Eraldo Macedo (PL)          | 3 243 289 | No electo |
| 2006 | Provincial de Río de Janeiro | Gobernador  | PRB     | (PRB / PTN / PRTB)                                                          | José Carlos de Assis (PRTB) | 1 531 431 | No electo |
| 2008 | Municipal de Río de Janeiro  | Alcalde     | PRB     | Arreglemos Rio (PR / PSDC / PRTB / PRB)                                     | Jimmy Pereira (PRTB)        | 625 237   | No electo |
| 2010 | Provincial de Río de Janeiro | Senador     | PRB     | Sin coalición                                                               | Eduardo Lopes (PRB)         | 3 332 886 | No electo |
| 2014 | Provincial de Río de Janeiro | Gobernador  | PRB     | Sin coalición                                                               | General Abreu (PRB)         | 3 442 713 | No electo |
| 2016 | Municipal de Río de Janeiro  | Alcalde     | PRB     | Por un Río más humano (PRB / PTN / PR)                                      | Fernando Mac Dowell (PR)    | 1 700 030 | Electo    |
| 2020 | Municipal de Río de Janeiro  | Alcalde     | REP     | Con Dios, Por la Familia y Por Rio (REP,PODE,PTC,PMN,PRTB,PP, Patriota, SD) | Andréa Firmo (PRTB)         | 913 700   | No electo |

## Convicciones personales
Marcelo Crivella es señalado como un político de orientación conservadora.
A menudo adopta posiciones muy conservadoras en cuestiones sociales. Se declaró a favor de la "sumisión de la mujer al hombre", calificó la homosexualidad de "mal terrible" y dijo que los católicos eran predicadores "demoníacos" y los hindúes "bebedores de sangre". Más tarde dijo que se arrepentía de sus anteriores posiciones, que mantuvo hasta principios de la década de 2000, calificándolas de "errores de juventud".
Crivella es contrario a la legalización del aborto. Sobre homofobia en 2012 durante un sermón opinó que la homosexualidad podía tener origen en el sufrimiento del bebé en el útero de la madre y que eran fruto de un "aborto mal realizado". También se ha mostrado en contra de la ley contra la homofobia, pero ha dicho que es contrario a la violencia homofóbica.
Uno de los fundadores del PRB, Crivella afirmó que el partido es más próximo a la izquierda que del neoliberalismo. En discurso en Senado, Crivella saludó el PCdoB, resaltando que el Evangelio contiene ensinamentos del Comunismo. En 2006, Crivella manifestó su aprecio por José y Roseana Sarney.
En la tribuna de Senado, sobre la influencia actual de Charles Darwin, Crivella dijo que es criacionista y rechaza la teoría de la evolución. Él afirmó que "no hay pruebas conclusivas de que […] una especie pueda generar otra especie". Él dijo también que no existen fósiles con características de reinos animales distinguidos, como "seas mitad anfíbio y mitad ave o pez". El Tiktaalik ya había sido descrito en 2006.
Crivella es favorable a las políticas públicas de planificación familiar, por medio de la educación sexual y esterilización, y a la Ley de Biossegurança, que reglamentó las investigaciones con células-tronco.

## Controversias

### Conexión con la IURD
La conexión entre Marcelo Crivella y la Iglesia Universal del Reino de Dios (IURD) es blanco frecuente de críticas. A pesar de no haber sido comprobado,[cita requerida] la IURD es acusada de hacer propaganda electoral por el senador, lo que es un crimen electoral. En su estrategia, Crivella búsqueda la independencia política en relación con la iglesia, para alcanzar electores no fieles. También se le ha acusado de utilizar el apoyo de milicias paraestatales, integradas por policías, bomberos o militares, que ejercen un control paralelo sobre muchos barrios de Río de Janeiro.

### Investigaciones
Crivella fue investigado por el Grupo Especial de Represión al Crimen Organizado, bajo sospecha de haber enviado dinero ilegalmente la paraísos fiscales por medio de las empresas Unimetro y Cremo, conectadas a la Iglesia Universal y Red Record. Fue investigado también en proceso contra las empresas Investholding y Cableinvest, por supuestos crímenes contra el sistema financiero y archiado por falta de pruebas por el Supremo Tribunal Federal (STF) en 2006.

## Utilización de fuerzas militares
En junio de 2008, la muerte de tres jóvenes por militares del ejército, que garantizaba la ejecución del proyecto en una área dominada por el tráfico, sacudió las estructuras de la obra. Crivella fue el senador que patrocinó la utilización del Ejército para supervisar obras del Proyecto Cimento Social, habiendo sometido el proyecto al análisis del entonces presidente Lula —que lo aprobó—.[cita requerida] El asesinato de los jóvenes generó gran polémica en cuanto a la legalidad de la presencia de las tropas en el morro, lo que creó un impás. Como consecuencia de esto, el ejército retiró sus efectivo del morro. Diez días después, el proyecto, criticado por ser desarrollado en año electoral, fue embargado por la Justicia y el presupuesto federal fue suspendido. En 2009, Crivella entregó las primeras casas del proyecto, sin presupuesto público, con recursos propios.

### Prisión los años 1990
En octubre de 2016, la revista Vea divulgó imágenes donde Crivella aparece de frente y de perfil, en dos fotos quitadas en la 9ªDP (Catete) el día 18 de enero de 1990. Según el reportaje, Crivella pasó el día en la prisión y sólo salió con el compromiso de volver el día siguiente. El interrogatorio policial estaba guardado hace 25 años, pero no estaba en un archivo público, y sí en la casa del senador. A Vea dice que él sólo decidió mostrar el interrogatorio tras ser confrontado con las fotos. La revista trae las diferentes versiones contadas a la policía. Lo vigila Nilton Linhares, que murió en 2001, reivindicaba la posesión del terreno. En el interrogatorio, el abogado de él dice que Crivella fue hasta el local con sus comandados, llegó arrombando el portón con un pie de cabra y seguridades armados de revólveres, amenazando toda la familia del guarda a la esposa y dos hijas. Según la revista, fue entonces que la policía habría sido llamada.
En respuesta, Crivella grabó un vídeo negando la prisión. "Quedé prendido un día. En la 9.ª DP, lotada de gente. Y el delegado para me constranger, malandro, él me mandó hacer esa foto. Eso debía ser, yo llegué allá debía ser unas seis horas de la mañana, seis y media, el día amaneciendo tempranito", contó Crivella. "Cara, pô, usted halla justo invadir un terreno de la iglesia, que usted va a construir un templo pras personas pobres, para favelado, para miserable y, de repente los caras, es el terreno de la iglesia. Yo hasta propuse a ellos el siguiente: yo alquilo una casinha para vosotros, pô. Pero aquí no da. Era un terreno caro, mi hermano. [...] Cara, tuvo un día que yo tava tan revoltado, yo desperté de mañana, llevé los camiones que la gente tenía, fui para allá, arrebentei aquella cerca, entré allá dentro, comencé a quitar las cosas del cara, botar encima del camión, no toqué en las personas", dice Crivella al justificar la acción.

### Declaraciones sobre homosexuales, religiones africanas y católicos

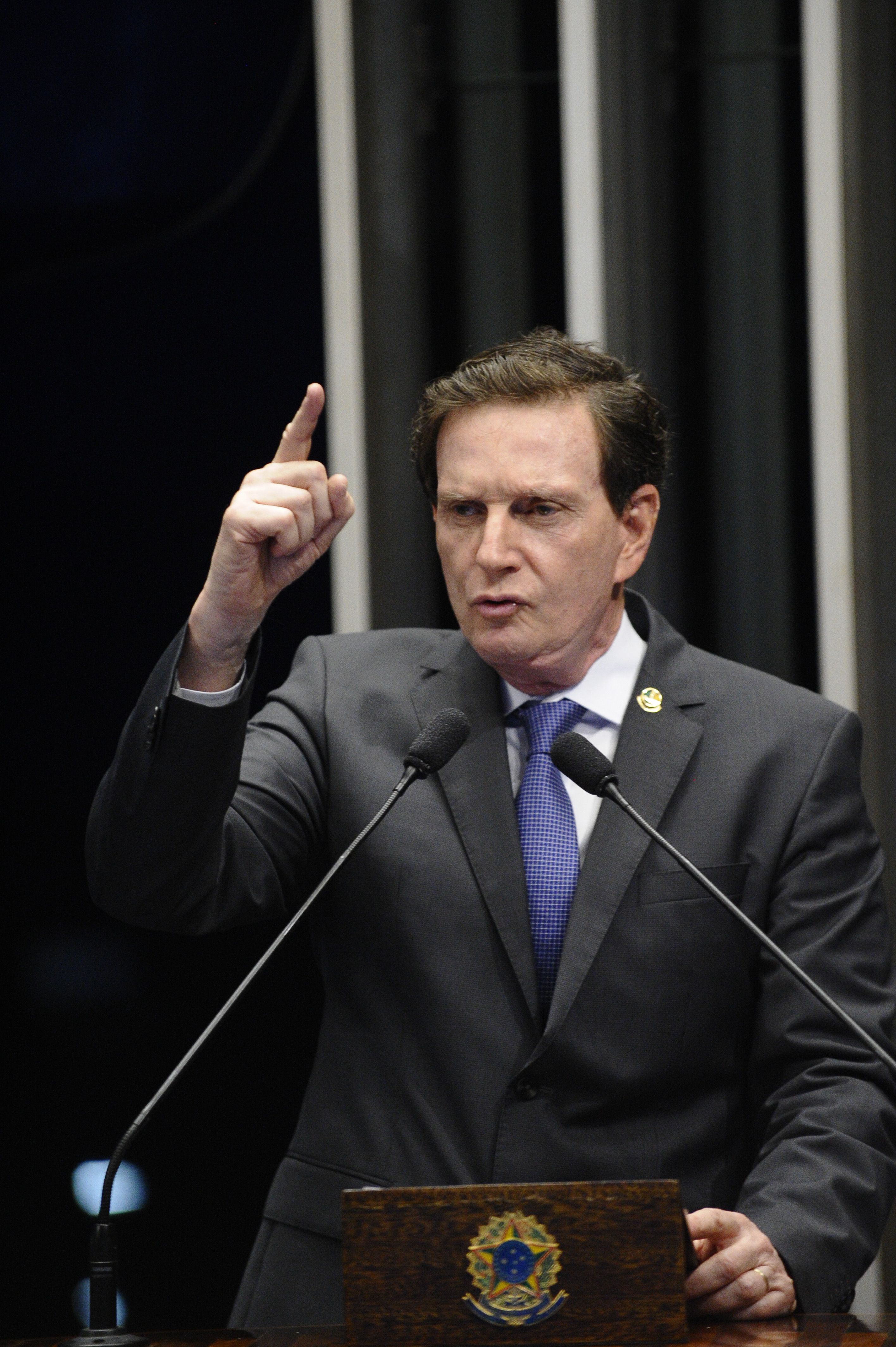
Senador Marcelo Crivella (PRB-RJ) durante discurso en el plenario del Congreso Nacional durante sesión solemne

En su libro Evangelizando a África, donde relata los diez años en que vivió en el continente, Crivella hace críticas a prácticamente todas las religiones, presentadas como "diabólicas" y clasifica la Homosexualidad como "conducta maligna", "terrible mal" y "condición lamentable".
Afirma que la Iglesia católica y otras religiones que se denominan cristianas "predican doctrinas demoníacas". Crivella disparó también contra el espiritismo, el hinduismo, el cual él afirma que "la énfasis es siempre en el derramamiento de sangre seguida de la ingesta de la sangre caliente de un niño inocente", y religiones africanas, que, según el libro, abrigan "espíritus inmundos" y "permiten toda suerte de comportamiento inmoral, incluso con niños de pego". La edición brasileña fue lanzada por la Editora Gráfica Universal, que pertenece a la Iglesia Universal, en 2002. La obra Evangelizando a África responsabiliza prácticas religiosas por las dificultades del continente al decir que "en la miseria y en la pobreza, vemos el odio del diablo y sus demonios que trabajan descaradamente a través de tantas sectas y religiones". Al tratar de las religiones orientales, el Crivella afirma: "En el mundo amarillo, los espíritus inmundos vienen disfrazados de fuerzas y energías de la naturaleza". Situación parecida, afirma, con la verificada en el "mundo rojo", donde viven los hindúes, "esclavos de una falsa religión".
En nota enviada al periódico El Globo sobre el libro, Crivella dijo amar "los católicos, espíritas, evangélicos y a todos" y pidió perdón si los haya ofendido "alguna vez". Crivella afirmó que sus afirmaciones también van referidas “en relación a la homosexualidad”. En el texto, el senador dice que el libro fue escrito "hace décadas" cuando él vivía en África, "en un ambiente de guerras, superstición y feitiçaria". [cita requerida]
Durante la campaña para elecciones municipales de 2016, Crivella intentó deshacer la imagen de intolerancia en relación la homosexuales y la religiones de matriz africana. Además de haberse reunido con representantes de religiones y de movimientos LGBT, firmó la "Carta-compromiso con los derechos humanos contra la violencia, el racismo y la intolerancia religiosa", redactada por la Comisión de Combate a la Intolerancia Religiosa. El candidato se dejó fotografiar con umbandistas y declaró apoyar la unión civil de homosexuales. Declaró, sin embargo, que, en la boda religiosa, la "familia debe ser mantenida como ella es". Él también clasificó las referencias al catolicismo de "equivocadas y extremistas hechas por un joven missionário, cuyo celo inmaduro de la fe, llevó a cometer ese lamentable error." El senador también dijo que era "un rapazinho intolerante", cuando escribió el libro, y que no volvió a cometer los mismos errores. "La gente aprende con el tiempo", dijo Crivella.
En una posteo en el YouTube localizada por el periódico El Estado de S. Paulo de junio de 2014 que registra Crivella durante el Cenáculo de la Fe, en el templo en el Recreo de los Bandeirantes, en la zona oeste de Río de Janeiro, en octubre de 2012, el obispo licenciado dice: "Vosotros ya notaron como los homosexuales son devotados sus madres? Ya notaron como los hombres que se relacionan con otros hombres tienen verdadera idolatría por la imagen de su mãezinha querida? 'Mamá, mamá, mamá, mi mãezinha, mi mãezinha'. Usted ve cómo un niño puede sufrir en el útero de la madre. [...] De tal manera es la vida, que muchas veces la gente acusa personas, a veces acusan y tratan tan apenas un homosexual sin saber los dramas que él vive, las angustias que él sufre, sus problemas. A veces se dice: 'fulano es un palo que nace torto, y no tiene jeito'. A veces, la madre intentó un aborto". La misma lógica se aplica, según Crivella, la "mucha gente de la favela, niños envueltos en el tráfico, en las drogas”, que nacerían "ya desesperados". "Imagina usted estar en el útero de su madre y su madre, por una serie de problemas, intentar matarte, no conseguir. Como después usted va a encarar el mundo? ES difícil". En el vídeo, Crivella también ironiza indirectamente contra los católicos por la forma como rezan, al hablar de la belleza de la oración Padre Nuestro. "El sujeto va y se confiesa. 'Cual su pecado?'. 'Yo robé la galinha de mi vecino' (...). 'Reza diez Padres Nuestros' 'Padre Nuestro, Padre Nuestro, Padre Nuestro...' Ahí va una otra desajuizada y habla: 'yo robé el marido de mi vecina'. 'Entonces, va a rezar 500 padre nuestros, su pecadora.' 'Padre Nuestro, Padre Nuestro, Padre Nuestro. Ay, mi Dios, Perdí la cuenta. Voy a comenzar todo de nuevo.', concluyó Crivella, provocando más risas en la platea. Como respuesta al vídeo, Crivella afirmó en nota que la frase sobre homosexuales fue pinçada en un "momento electoral" y "más una vez intenta carimbar en el candidato una visión de intolerancia que no corresponde a su vida pública".

## Discografía
Además de político y obispo licenciado de la IURD, también es músico y compositor, sumando 16 álbumes musicales grabados, siendo 13 CDs, 2 LPs y 1 un álbum recopilatorio. Su más reciente trabajo lanzado hasta ahora es el CD "Dios Ve", de 2016.[cita requerida]

### EPs
- 1992: A los que Sufren (Grav. Line Records; producido en asociación con Tonny Sabetta)
- 1993: Stop Suffering (Grav. UCKG Records; RSA)

### Recopilaciones
- 2003: Coletâneas (Vols. 1, 2 y 3) (Grav. Line Records)

## Libros
Fue el autor de los libros: Historias de Sabiduría y Humildade, una colección de cuentos de tinte moral y religiosa, Un Sueño que se Hizo Realidad, que trata del Proyecto Nordeste, y Evangelizando a África, de 2002.